# Herbert Stothart
Herbert Pope Stothart (Milwaukee, 11 september 1885 – Los Angeles, 1 februari 1949) was een Amerikaans componist.

## Levensloop
Stothart begon in de jaren 20 muziek voor Broadway te componeren. Hij schreef in die tijd veel muziek voor musicals en revues. Met de intrede van de geluidsfilm verhuisde hij van New York naar Hollywood om filmmuziek te maken. Voor zijn composities in The Wizard of Oz kreeg hij in 1940 een Oscar. Stothart werkte in Hollywood uitsluitend voor de filmstudio MGM. Naast achtergrondmuziek componeerde hij ook talrijke hits. Zijn beroemdste nummer I Wanna Be Loved by You werd door de actrice Marilyn Monroe gezongen in de komedie Some Like It Hot (1959) van Billy Wilder.
Hij stierf op 63-jarige leeftijd aan kanker in Los Angeles.

## Filmografie (selectie)
- 1932: Rasputin and the Empress
- 1933: Queen Christina
- 1934: The Barretts of Wimpole Street
- 1934: What Every Woman Knows
- 1935: Anna Karenina
- 1935: China Seas
- 1935: David Copperfield
- 1935: Mutiny on the Bounty
- 1935: Naughty Marietta
- 1935: A Night at the Opera
- 1935: A Tale of Two Cities
- 1936: After the Thin Man
- 1937: The Good Earth
- 1938: Marie Antoinette
- 1939: Idiot's Delight
- 1939: The Wizard of Oz
- 1940: Northwest Passage
- 1940: Pride and Prejudice
- 1941: Blossoms in the Dust
- 1942: Mrs. Miniver
- 1943: The Human Comedy
- 1943: Madame Curie
- 1944: National Velvet
- 1944: Thirty Seconds Over Tokyo
- 1944: Dragon Seed
- 1944: The White Cliffs of Dover
- 1945: The Picture of Dorian Gray
- 1945: They Were Expendable
- 1947: The Sea of Grass